# La Paja
La Paja är en ort i kommunen Otzolotepec i delstaten Mexiko i Mexiko. Samhället hade 1 266 invånare vid folkräkningen år 2020.